# Diego Villarreal Garcia
Diego Villarreal Garcia (* 25. November 1973 in Houston, Texas) ist ein US-amerikanischer Theater- und Filmschauspieler sowie Sänger der Rockband Stage 11.

## Leben
Seit den 1990er Jahren wirkte Garcia in verschiedenen Theaterproduktionen mit und kann auf über 40 Bühnenrollen zurückblicken. Es folgten Tätigkeiten in Werbespots und ab 1995 eine Besetzung in der Mini-Serie Wechselspiel des Lebens. 1999 folgte eine Rolle im Fernsehfilm Rache hat ein Gesicht. Ab den 2000er Jahren trat er in einzelnen Episoden verschiedener Fernsehserien auf wie The Shield – Gesetz der Gewalt, Brothers & Sisters, Dirt, Entourage, Moonlight oder October Road. 2007 in Die Hölle am Himmel und 2009 in Hydra – The Lost Island hatte er Rollen in Low-Budget-Filmen. Ab 2011 lag sein Fokus auf Mitwirkungen in verschiedenen Kurzfilmen. 2019 hatte er eine Rolle in Bell Canyon.

## Filmografie (Auswahl)
- 1995: Wechselspiel des Lebens (A Woman of Independent Means, Miniserie)
- 1999: Rache hat ein Gesicht (A Face to Kill for, Fernsehfilm)
- 2000: Red Ink
- 2005: The Shield – Gesetz der Gewalt (The Shield, Fernsehserie, Episode 4x08)
- 2006: Brothers & Sisters (Fernsehserie, Episode 1x08)
- 2007: He Lives (Kurzfilm)
- 2007: Dirt (Fernsehserie, Episode 1x12)
- 2007: Harvest Moon
- 2007: Entourage (Fernsehserie, Episode 4x01)
- 2007: Die Hölle am Himmel (Cry of the Winged Serpent)
- 2007: Moonlight (Fernsehserie, Episode 1x03)
- 2008: October Road (Fernsehserie, Episode 2x06)
- 2009: Hydra – The Lost Island (Hydra, Fernsehfilm)
- 2009: Surviving Suburbia (Fernsehserie, 2 Episoden)
- 2009: Roommates (Fernsehserie, Episode 1x10)
- 2009: Mind’s Eye (Sprechrolle)
- 2011: Mr. Sunshine (Fernsehserie, Episode 1x02)
- 2011: Teacher of the Year (Kurzfilm)
- 2012: Secret of Light (Kurzfilm)
- 2013: Yo Mama: The Adventures of Espanish Yack (Kurzfilm)
- 2014: Raising Hope (Fernsehserie, Episode 4x17)
- 2016: The End of the Book (Kurzfilm)
- 2019: Bell Canyon